# Autostrada Banja Luka-Doboj
L'autostrada Banja Luka-Doboj (in serbo Ауто-пут Бања Лука — Добој?, Auto-put Banja Luka — Doboj) è un'autostrada della Repubblica Serba di Bosnia ed Erzegovina.